# Vibeke Storm Rasmussen
Vibeke Storm Rasmussen (født 14. september 1945 i København) er folkeskolelærer, amtsborgmester i Københavns Amt fra 1. januar 1994 til 2006 og umiddelbart herefter regionsrådsformand i Region Hovedstaden mellem 2007 og udgangen af 2013, valgt for Socialdemokraterne.
Vibeke Storm Rasmussen er datter af værkstedsmester Jørgen Rasmussen og sygeplejesekretær Birte Storm og er opvokset på Amager. I 1964 blev hun student fra Skt. Jørgens Gymnasium, og i 1969 blev hun uddannet folkeskolelærer fra Emdrupborg Lærerseminarium, hvorefter hun blev ansat i Ballerup Kommune. Vibeke Storm Rasmussen har skrevet flere bøger og pjecer om indlæring og arbejdede 1974-1993 som skolestartskonsulent i Ballerup Kommune, hvor hun bl.a. satte fokus på børn med anden etnisk baggrund og deres problemer i folkeskolen. 
Siden studentereksamen var hun medlem af DSU, og var i studietiden aktiv i Frit Forum. Allerede i 1974 vælges hun til kommunalbestyrelsen i Albertslund Kommune som eneste kvinde. Hun stiftede derppå Aktionsgruppen for frihed, lighed og solidaritet mellem kønnene for at få flere kvinder med i politik. Som følge af gruppens arbejde blev der afholdt socialdemokratiske kvindekonferencer årligt fra 1975. Hun har været opstillet til Folketinget i Gentoftekredsen og har fungeret som suppleant i perioder, men har lagt sit hovedfokus på kommunal- og amtspolitik. I 1984 blev hun valgt til Københavns Amtsråd, og blev i 1994 den første kvindelige amtsborgmester i amtet. Hun blev efterfølgende genvalgt i 1997 og 2001 og fortsatte til amtet blev nedlagt som følge af strukturreformen i 2005. 
Hun deltog som folketingsvalgt dommer i rigsretssagen mod fhv. justitsminister Erik Ninn-Hansen (Tamilsagen) som kørte mellem 1993 og 1995.
Ved det første valg til Region Hovedstaden var Vibeke Storm Rasmusen sit partis spidskandidat. Ved valget fik hun 47.000 personlige stemmer, hvilket var suverænt flest. Efter en stemmeaftale med SF, Dansk Folkeparti og Enhedslisten blev hun den første regionsrådsformand for Region Hovedstaden – og samtidig den første kvindelige regionsrådsformand i Danmark. På trods af et forsøg på at vælte hende, der kom fra de borgerlige og SF'eren Andreas Røpke, fortsatte hun som regionsrådsformand efter Regionsvalget i 2009. Hun genopstillede ikke ved valget i 2013, hvor Sophie Hæstorp Andersen blev ny formand for Regionsrådet.

## Kontroverser
Vibeke Storm Rasmussen måtte i slutningen af 1980'erne forlade posten som formand for Socialdemokraternes flygtninge- og indvandrerudvalg, da hun krævede stramninger på udlændingeområdet.